# Antigues sales cinematogràfiques de Palafrugell
Les antigues sales cinematogràfiques de Palafrugell són els espais que, durant el segle xx, van servir per a la projecció de pel·lícules i altres activitats culturals en aquesta vila del Baix Empordà. Aquests cinemes, com el Teatre-Cinema Fraternal, el Teatre Montepio o el Cine Modern, van tenir un paper central en la vida social i cultural del municipi, convertint-se en llocs de trobada i d’entreteniment popular. Amb el pas del temps, moltes d’aquestes sales han desaparegut o s'han reconvertit, però encara es recorden com testimonis del passat cinematogràfic i cultural de Palafrugell.

## Història

### Centre Fraternal

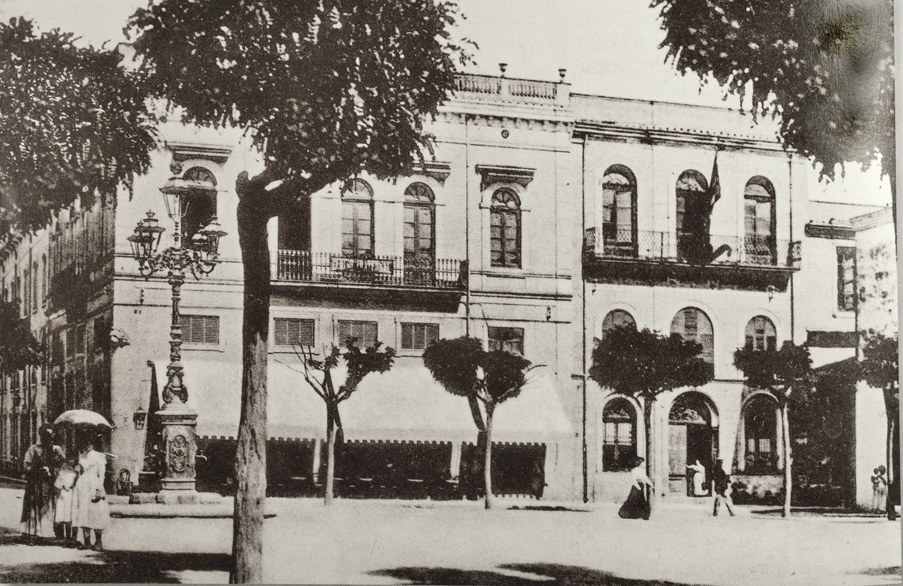
Façana del Centre Fraternal i Centre Mercantil.

Els dies 4 i 5 del gener de l'any 1897, es feren les primeres sessions cinematogràfiques al instal·lar-s'hi un cinematògraf que projectava pel·lícules de curta durada.
Un any després, el Fraternal (situat on l'actual Teatre Municipal) adquireix els locals de la societat Casino de l'Aliança i el Cafè Orient, així ampliar el seu espai i establir-hi un teatre. Una reformació a càrrec de l'arquitecte Martí Sureda i Deulovol.
El maig de 1909 va deixar de fer cinema. Però, al març de 1912 es tornà a obrir amb un cinematògraf d'últim model de la mà d'Esteve Plaja, Guillem Sorolla i Francesc Latorra (empresaris palamosins). La programació també incloïa ball i altres espectacles.
A finals d'aquell any, l'alcalde va fer tancar totes les sales que no haguessin estat reformades i aquest negoci no funcionà. Per aquest fet, el gener de 1913, el Centre Fraternal no renovà el contracte als empresaris palamosins i el cinema passà sota l'empresa barcelonina Importaciones Cinematogràficas S.A. (representada per Ricard Ferrer).
L'any 1920 la junta general va decidir posar el cinematògraf a la sala de ball. 7 anys després, s'instal·là una pantalla Osnola, acompanyada d'un projector Gaumont.
Com abans dels anys 30 el cinema era mut, les sessions s'acompanyaven amb musica en viu, normalment de piano, adaptada a la pel·lícula. Pianistes com Vilella, Xavier Galí, Pablo Dulvring, Josep Cantó o Carles Pinedo, alguns sota direcció de l'empresari Joan Reig Xicoira (“el Tinyoi”), acompanyaren els films silents al Centre Fraternal. Alguna vegada eren acompanyades per orquestres locals com la Principal o la Empordanesa. El 20 de juliol de l'any 1931, el cinema es va convertir en el primer cine sonor de la vila amb la pel·lícula “Sally”.
La competència entre el Victòria i el Fraternal estava present fins que el propietari del primer, Esteve Recolons, comprà el local del Fraternal l'any 1936 (inici de la Guerra Civil). Un any després, el local va ser municipalitzat pel govern.
El 23 d'abril del 1939, el senyor Recolons el reformà i hi tornà a projectar, llavors el cinema es passà a dir “Sociedad Recreativa Centro Español” o “Centro Español”.
El 4 de desembre de 1946, el senyor Recolons traspassà el local al senyor Lluís Capellà i Coll de Torroella de Montgrí, propietari del cinema Victòria, que nomenarà representant seu a Arcadi Girona.
El 1953 constitueix l'empresa Capellà S.A. amb el Victòria, el Fraternal i el Garbí (aquest a partir de l'any 1963). Les primeres dècades van anar bé, però a partir dels anys 60 l'empresa va començar a difuminar-se. I degut a la crisi dels anys 70, va fer que l'empresa Capellà S.A. tanqués el cinema Centro Español el maig de 1974.
Tot i això, el 29 de març de 1986, sota direcció de Circuits de Cinemes de Quimeta Castañé (Cassà de la Selva), el Centre Fraternal reobrí. Tot i que van adaptar i modernitzar l'espai (aire condicionat, nous aparells sonors, etcètera), aquesta etapa s'acabà, juntament amb l'activitat cinematogràfica del centre el juny de l'any 1987.
Actualment és un centre d'oci i restaurant on acostumen a anar-hi els palafrugellencs a passar la tarda (jugar als escacs, a cartes, entre altres). També, en diversos moments de l'any, s'obra el teatre de la part de darrere per fer-hi diverses activitats com la Quina Nadalenca, o alguna presentació de part d'alguna entitat del poble.

### El Casal Popular
Al desembre de 1897 obrí l'antic saló del Centre de Catòlics al carrer de la Tarongeta. Llavors projectava, en sessions contínues des de les dues de la tarda fins a dos quarts d'onze del vespre, imatges senzilles com combats de boxa, diversos balls, o bé espectacles de llanterna màgica. Llavors aquest centre, amb el Fraternal, eren els únics locals estables amb activitat cinèfila.

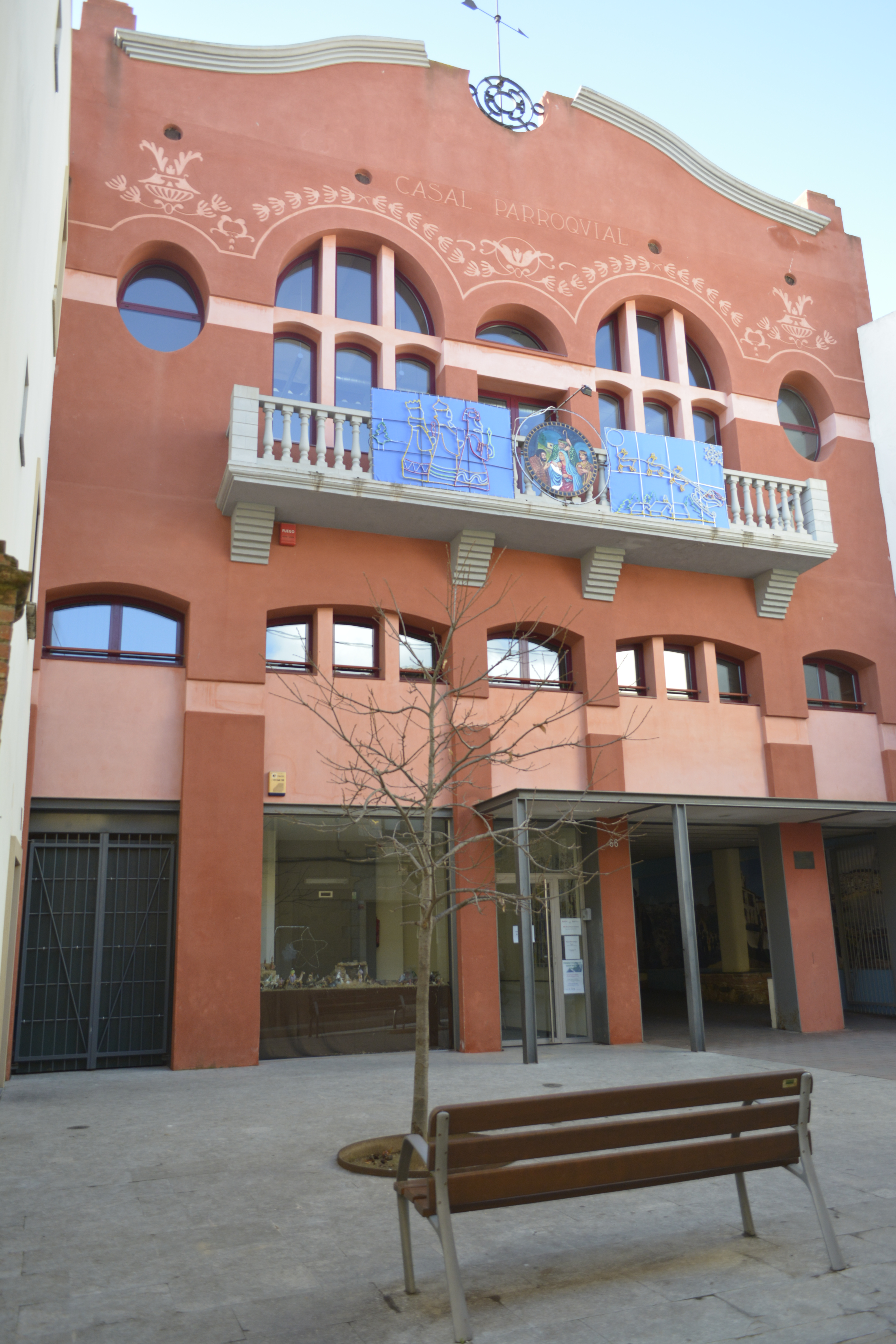
Façana actual del Casal Popular.

El juliol del 1916, aquesta associació catòlica obrí el local del Casal Popular al carrer de la Caritat, però no va ser fins l'abril de 1929 que, després d'unes reformes, s'obrís com a cinema. Es configuraven, ja, 5 sales al poble.
El Casal com a cinema obrí en l'època on es començà a portar el sonor en el món cinematogràfic, però no l'incorporà de seguida, ja que a l'any 1932, quan tots els cinemes de la vila ja l'havien incorporat, encara acompanyava les sessions amb música en directe a càrrec del pianista Josep Cantó. Tot i això, l'acabà incorporant aquella mateixa dècada, projectant grans pel·lícules d'aventures o d'intriga.
Durant la Guerra Civil (1936-1939), el Casal va ser expropiat per les milícies antifeixistes. Es va passar a dir “Casal Popular Antifeixista” i deixà de projectar.
Un cop la guerra acabà, després de fer-hi certes millores sota direcció d'Acció Catòlica, reprengué l'activitat cinematogràfica projectant més pel·lícules per a tots els públics, fet que va incitar a fer sessions infantils d'un èxit força notable.
Malauradament, el 1981 es desmuntà la sala i es portaren tots els materials de l'estructura a la deixalleria. No obstant axò, les maquines de projecció es portaren al Museu del Suro. Actualment és un espai buit que no s'utilitza regularment.

### Fires ambulants, cinema a la fresca,...
Palafrugell, a part d'haver tingut cinemes estables, també havia tingut barraques ambulants que es dedicaven a fer sessions espontànies en diversos locals de diferents pobles.
Durant els anys 1901 i 1902, al carrer Cavallers, s'instal·là una barraca ambulant anomenada “el Prado Catalan”.
Als anys 1903 i 1904 s'instal·laren dues més: la més important que ocupava l'amplada de tot el carrer, va ser l'anomenada “Lentiplasticomocodieelectroserpentígraf” (al carrer Pi i Margall), i la Cerveseria del centre (al carrer de la Constància), que convocava la gent amb el so de platerets.
Malauradament, a la vila només van durar la primera dècada del segle XX perquè ja es començaren a construir més cinemes estables. El cinema s'anava institucionalitzant.
Per acabar aquest apartat, cal destacar la presència dels petits locals que precursaren les grans sales: el d'en Mingo del Casino de l'Aliança, el Curtpuntut, el petit Ambrós i el del Jaume Ferrer i Massanet (d'en Punyalada).

### El Victòria

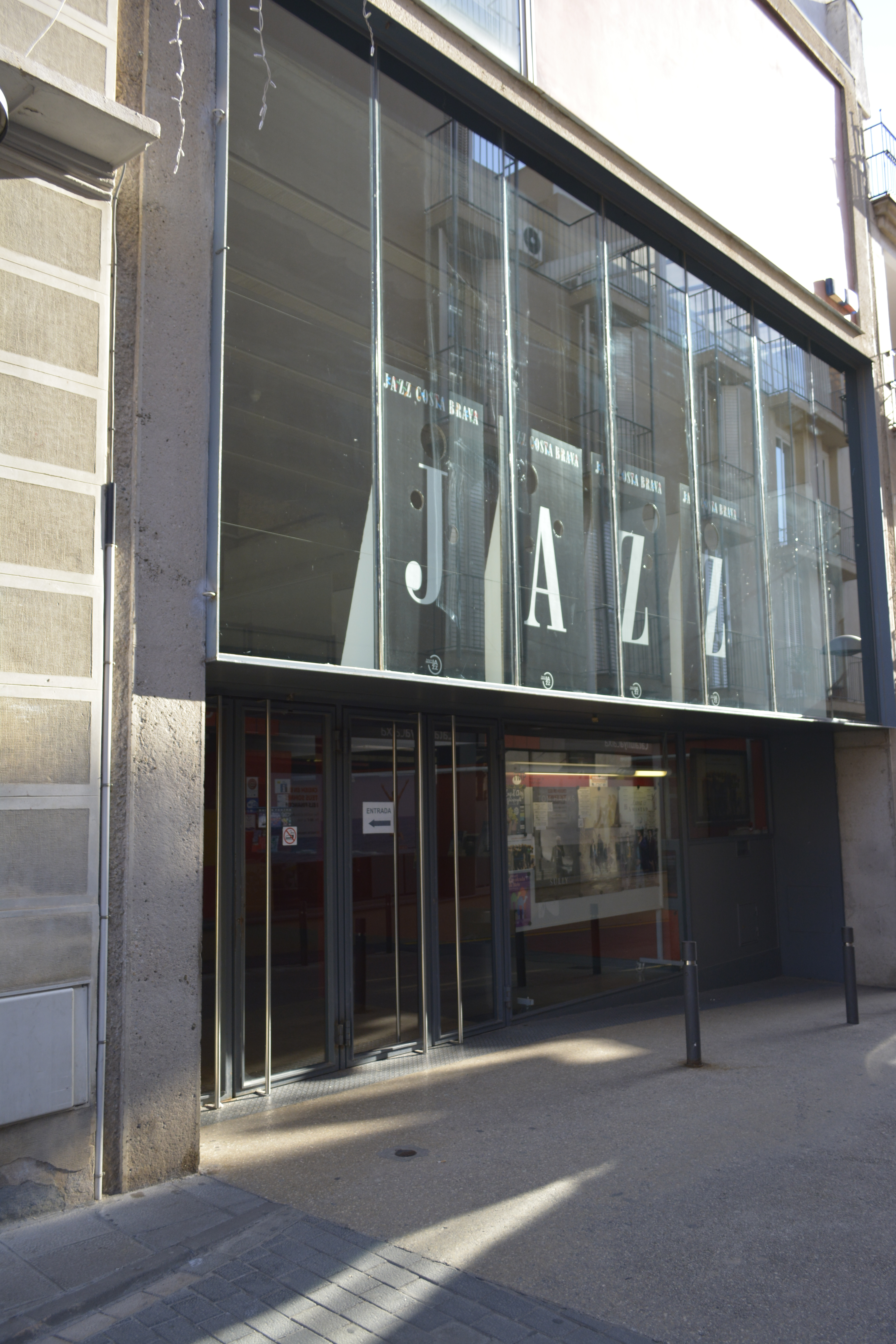
Façana actual del Teatre Municipal de Palafrugell, antiga seu del Cine Victòria.

Els indicis del cinema Victòria provenen des de l'obertura del "Cine Barcelonés”, que acompanyava les sessions amb música en directe, concretament amb pianistes com el mestre Josep Maria Vilaró o Josep Cantó, alguns sota direcció, com ja s'ha esmentat, de l'empresari Joan Reig i Xicoira (“el Tinyoi”).
A finals del 1906, l'empresa es fusionà amb el “Cine Palafrugellense” per formar el “Cine Nuevo” i explotar-lo conjuntament. Es va formar l'empresa Alsina i Cia.
A partir de l'1 de gener de 1907, passà a dir-se “Cine Nuevo Barcelonés” quan va sorgir-li una nova competència, el “Cine Modern”.
A finals de l'any 1912, amb la normativa de l'alcaldia, al sortir aquesta notícia el cinema va començar la respectiva reforma.
Dos anys després, el cinema recent inaugurat passà sota el comandament de Josep Bertran Girbau (empresa Girbau i Cia.), d'aquí que la gent de la vila el conegués com a Can Girbau.
Aquest període fou breu, ja que el 1916 passà en mans de Josep Recolons i el seu cunyat, “el Tinyoi”, que decidiren oferir els millors films del mercat (italians i americans) per omplir la sala cada dia que obrissin.
És l'any 1931 quan s'incorpora el sonor a l'Ideal Cine Barcelonés (es passà a dir “Cine Colisseo Empordanés”) amb el projector català Rivaton, i la pel·lícula nord-americana “Galas”. A partir del setembre de 1933, cada dijous se celebraven unes sessions de cineclubisme amb cinema antic o d'avantguarda. I el novembre de 1934, els senyors Recolons vengueren el local al senyor Josep Capellà, qui també oferirá farà ball i teatre.
2 anys després, als inicis de la Guerra Civil (1936-1939), els cinema van ser apropiat pel govern i es deixà de fer cinema. Quan la guerra acabà i vingué la postguerra, hi destaca la forta censura que feu retornar a les sessions de cinema mut. També, el cinema passà de dir-se “Colisseo Empordanés” a “Cine Victória”. Va començar l'última etapa d'aquest cinema.
L'esplendor del cinema Victòria va començar a difuminar-se a principis dels anys 80. No fou fins al 31 d'octubre del 1985, que l'empresa Capellà S.A el vengué a l'Ajuntament, qui al maig de 1999 l'obrí novament com a Teatre Municipal (TMP) amb un aforament de 508 localitats (326 a platea i 182 a l'amfiteatre). L'any següent, l'entitat del Cine Club Garbí, reprengué les sessions de cinema al nou espai, en un moment espontànies, però que acabaren sent als caps de setmana. Actualment és la única activitat cinematogràfica existent al poble. 

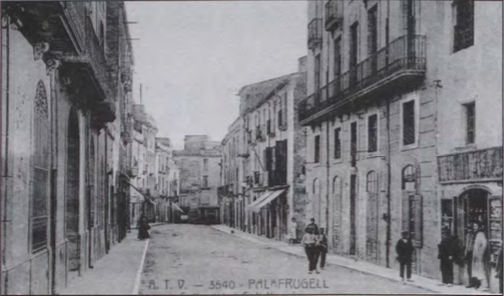
Carrer Cavallers (1918) on es veuen el Cine Varietats (el més proper a la dreta) i el Cine Modern (una mica és amunt a la dreta).

### El Modern
A l'any 1907 va obrir el Cine Modern, al número 12 del carrer Cavallers, sota gestió del senyor Jaume Jordi o “Jaume Aleies”, fet que es podia arribar a trobar gent que en parlés del “cine de l'Aleies”. Constava d'una capacitat per 400 persones i va portar bastanta competència al cinema Barcelonés.
A l'any 1912 va ser reformat per la normativa de l'alcaldia, però 6 anys després va tancar les portes.

### El Varietats
El Varietats va obrir el 23 de novembre del 1907 a càrrec dels germans Farràs. Primer es va establir a sobre del Cafè Orient (Plaça Nova), i al 1910 al Centre Obrer (carrer Cavallers, una mica més avall que el "Modern").
Al 1912 també va ser reformat, i al 1918, tancà les portes per la forta competència vinguda del Cine Modern i el "Cine Barcelonés". 

### El Garbí
El 14 d'abril de 1963 l'empresa Capellà S.A., que llavors portava el Fraternal i el Victòria, inaugurà el cinema Garbí al carrer de Tarongeta.
En ser l'últim inaugurat va ser el més modern, ja que constava de noves tecnologies, com: una pantalla còncava, un sistema de so perfecte i dues màquines de projecció OSSA VI C (permetia canviar de format sense canviar de pista). La sessió de cinema era contínua.

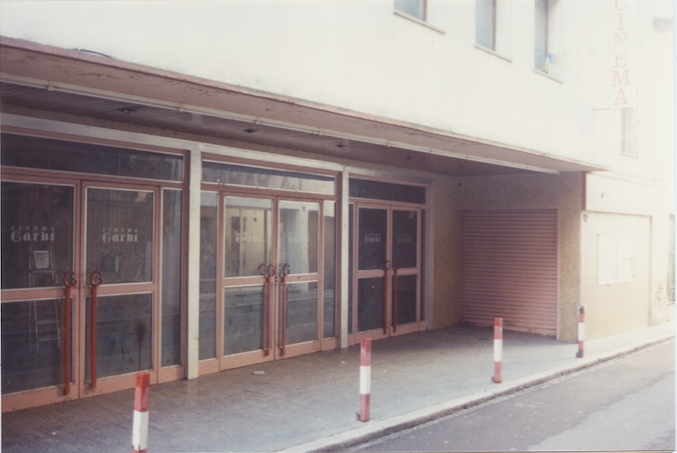
Façana del cinema Garbí

L'any 1986, l'empresa Capellà S.A. va deixar de gestionar-lo i va passar en mans de la Companyia de Cinemes S.A. d'Arcadi Lluís i Isidor Llorca.
Tres anys després (1989), es van posar en marxa les sessions del Cine Club Garbí a les tardes dels segons dijous de cada mes. Projectaven pel·lícules minoritàries, independents de les comercials del Garbí, que tingueren molt èxit sobre la població palafrugellenca: com només projectaven un cop cada mes podien, creaven un cert suspens en l'audiència per veure les segones parts de certes pel·lícules.
No obstant això, el cinema Garbí tancà al 31 de gener del 1994 degut a la falta d'audiència, que se’n anava a les multisales de Palamós o Platja D'Aro, la programació de les quals era força més diversa. A causa d'això, una empresa promotora comprà l'edifici de l'antic cinema i proposà construí un apartament, projecte encarregat a l'arquitecte Martí Pagès. Actualment la zona s'ha combinat amb un edifici d'habitatges (les plantes subterrànies com aparcament, i les altres plantes d'habitatges), atès que l'aparcament no era rendible. 
És molt important aquesta data, ja que quan tanca aquest cinema, Palafrugell deixa de projectar cinema durant un període de sis anys, però llavors indefinit. Fou el Cine Club Garbí qui reprengué l'any 2000.

## Funcionament

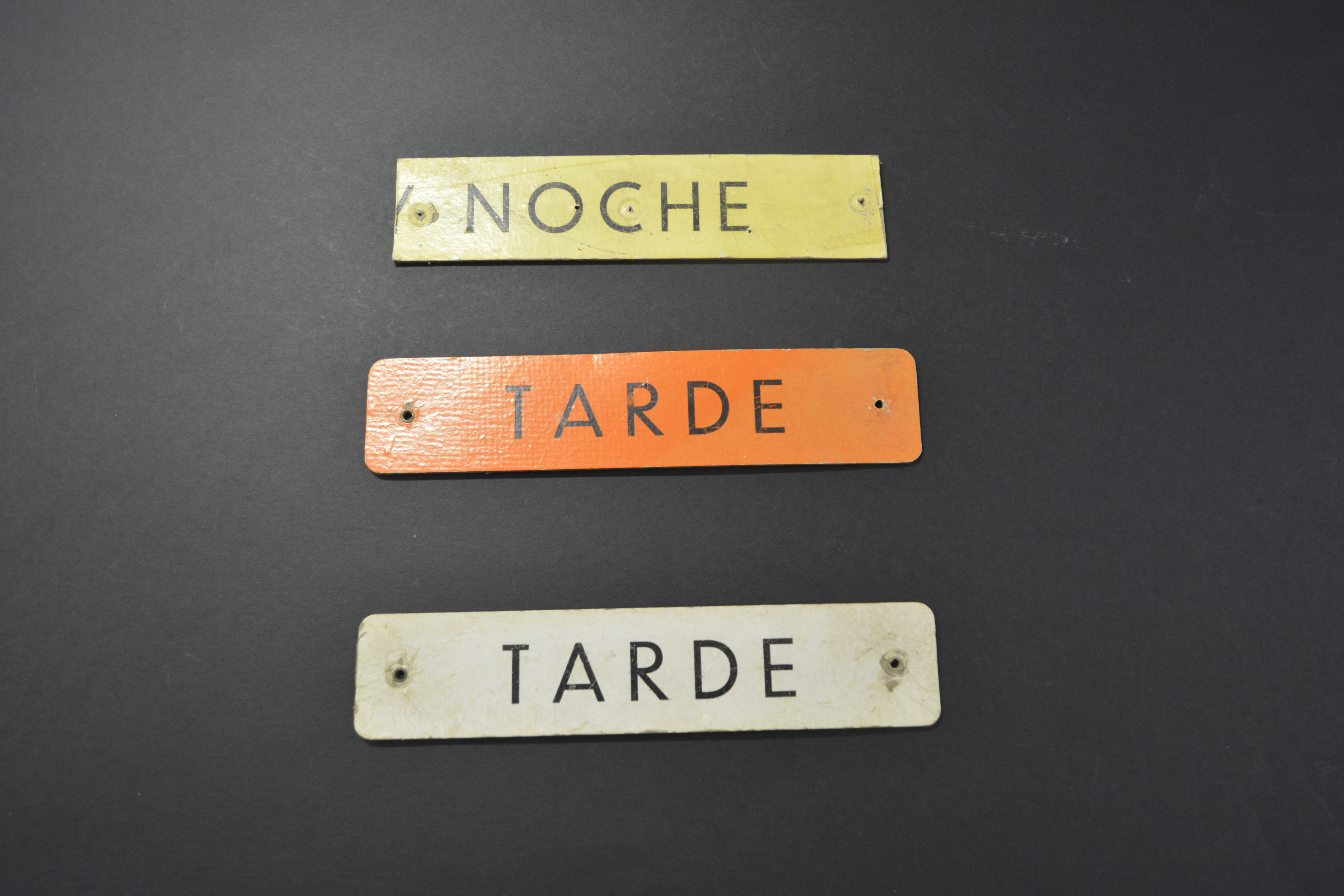
Cartells d'avís de l'hora de la sessió.

El procediment d'una sessió de qualsevol cinema és bastant complex, ja que el visionat que tothom visualitza és l'última part d'aquest. Darrere hi ha molta feina per part de l'organització en qüestió.

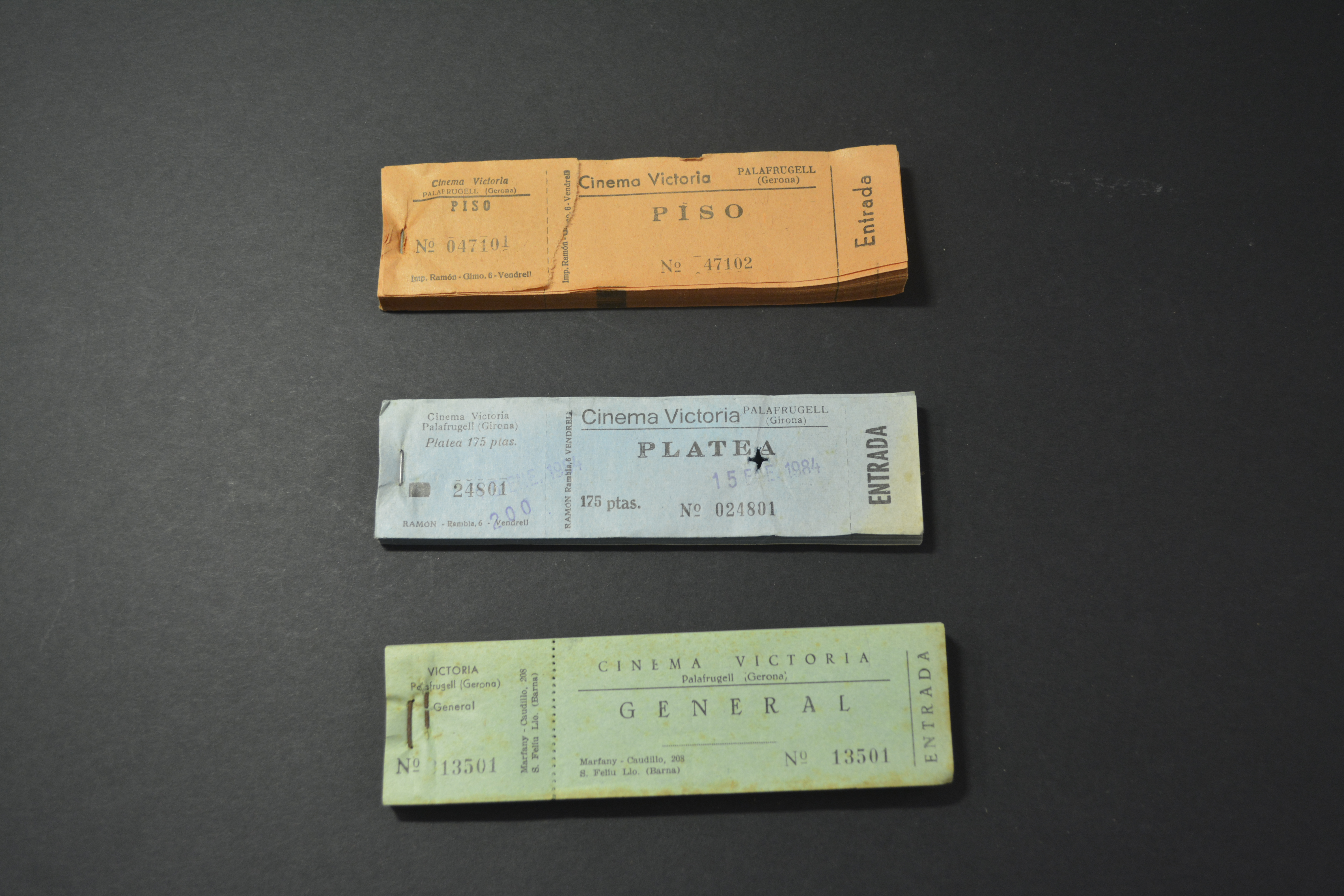
Entrades del cinema Victòria.

Tot començava quan els empresaris llogaven la pel·lícula, a partir de 1908, a les grans distribuïdores de Barcelona i el recader, la persona encarregada, les portava als cinemes. Seguidament es preparava el programa de la sessió i es posaven les bobines en ordre, així fer els canvis ràpid. A més, com les còpies venien en mal estat, els maquinistes havien d'arreglar les diferents impureses que hi poguessin haver: arrodonint-les, o bé enganxar els fragments que s'haguessin trencat (amb acetona).
Dies després o aquell mateix dia, 30 minuts abans de la projecció venien els treballadors (venedors/-es d'entrades, acomodadors/-es, maquinistes, entre altres) per posar en forma el local de cara al públic.
La sessió podia ser doble, o bé contínua. La sessió doble començava amb la primera pel·lícula, i quan s'acabava, apareixien els tràilers i una mica de publicitat, es deixaven uns deu minuts a l'audiència perquè sortís o anés a prendre alguna cosa i, un cop passat aquest temps, es passava el “No-Do” durant uns deu minuts i, seguidament, la segona pel·lícula. La durada normal d'una sessió doble era de 3 hores i 30 minuts. En canvi, en una sessió contínua el procediment era ben diferent: la sessió començava a una determinada hora del matí amb un film, fins a una determinada hora del vespre, i l'audiència podia entrar i sortir de la sala constantment, per tant, podríem dir que no hi havia cap moment en què el vestíbul estiguès buit. S'hi projectaven diversos films.
En la sessió doble dels diumenges, a l'hivern, la primera sessió començava a dos quarts de cinc de la tarda, i la segona a dos quarts de deu de la nit. Mentre que a l'estiu s'allargava mitja hora, es començava a les cinc de la tarda la primera, i a les deu de la nit la segona. I en la contínua, depèn de l'hora que es volguès començar i acabar, per exemple: l'antic saló del Centre de Catòlics projectava des de les dues de la tarda fins a dos quarts d'onze del vespre. 

## Materials (Tecnologia)
| MATERIALS EMPRATS PER LES SALES DE CINEMA DE PALAFRUGELL | MATERIALS EMPRATS PER LES SALES DE CINEMA DE PALAFRUGELL                                                                       | MATERIALS EMPRATS PER LES SALES DE CINEMA DE PALAFRUGELL | MATERIALS EMPRATS PER LES SALES DE CINEMA DE PALAFRUGELL |
| Material                                                 | Classe | Característiques | Sales de projecció que el tenien                         |
| -------------------------------------------------------- | --- | --- | -------------------------------------------------------- |
| Projector                                                | OSSA | Molt bona qualitat | Victòria, Fraternal i Garbí                              |
|                                                          | Bioni Films | Menor qualitat | El Casal                                                 |
| Pel·lícula                                               | Majoritàriament provenien de les majors de Hollywood, però també n'hi havien d'espanyoles o europees – en minoria tot i això-. | Principis del cinema – 1953: Les pel·lícules són de nitrat de cel·lulosa 1954 – 1990: Les pel·lícules són de cel·luloide 1990 – Actualitat: Les pel·lícules són de polièster | A totes les sales                                        |
| Sonor                                                    | OSSA | | Victòria, Fraternal Garbí                                |
|                                                          | Bioni Films | | El Casal                                                 |
| Altres                                                   | Depenent de cada sala | Aquests materials englobaven les pantalles, les plaques d'impressió de publicitat, les bombetes, etc,.                                                                       | A totes les sales                                        |

*En el projector i el sonor els diferents cinemes en varen de tenir de diverses classes al llarg de la seva durada, només s'han afegit els principals.

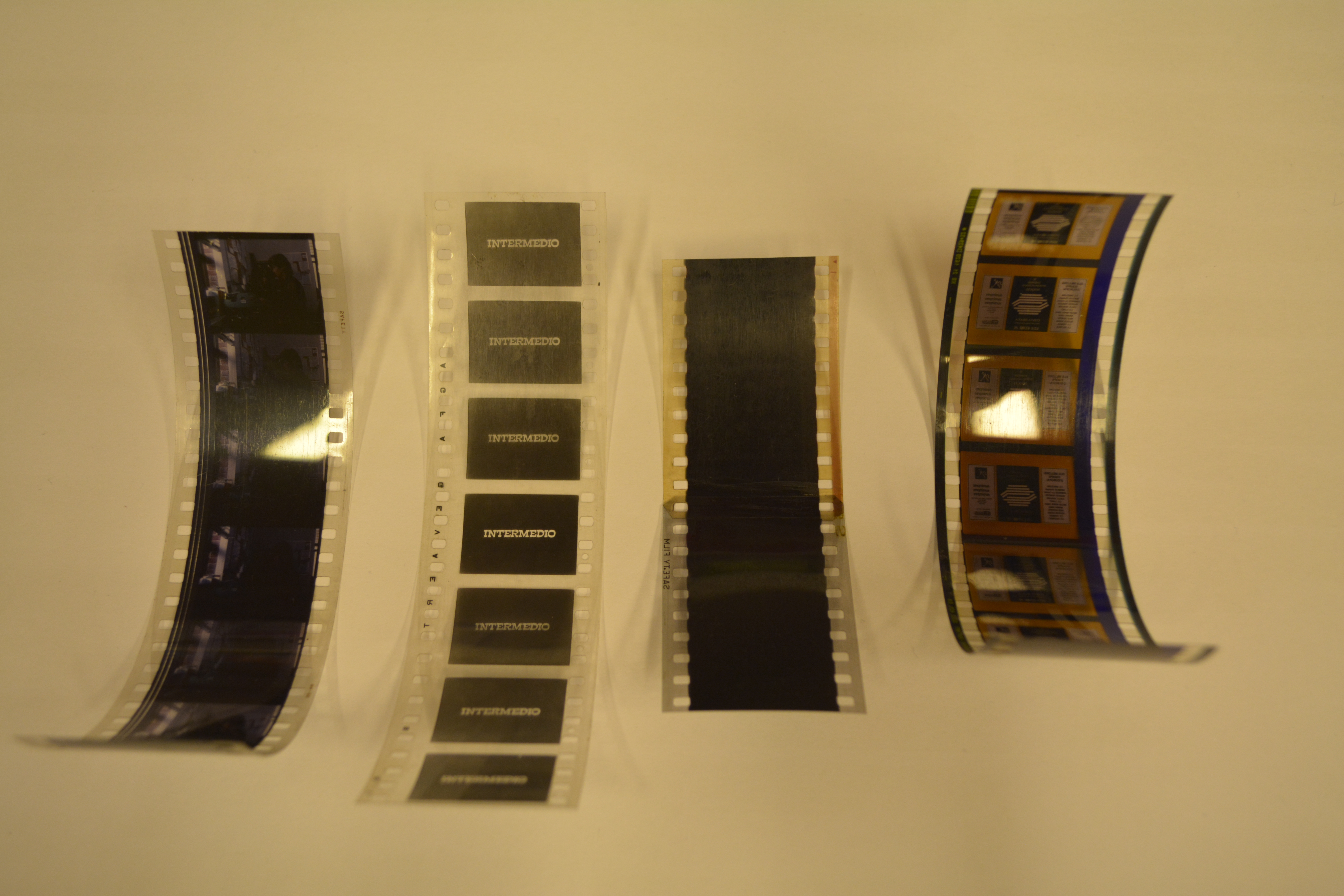
Films de nitrat de cel·lulosa.

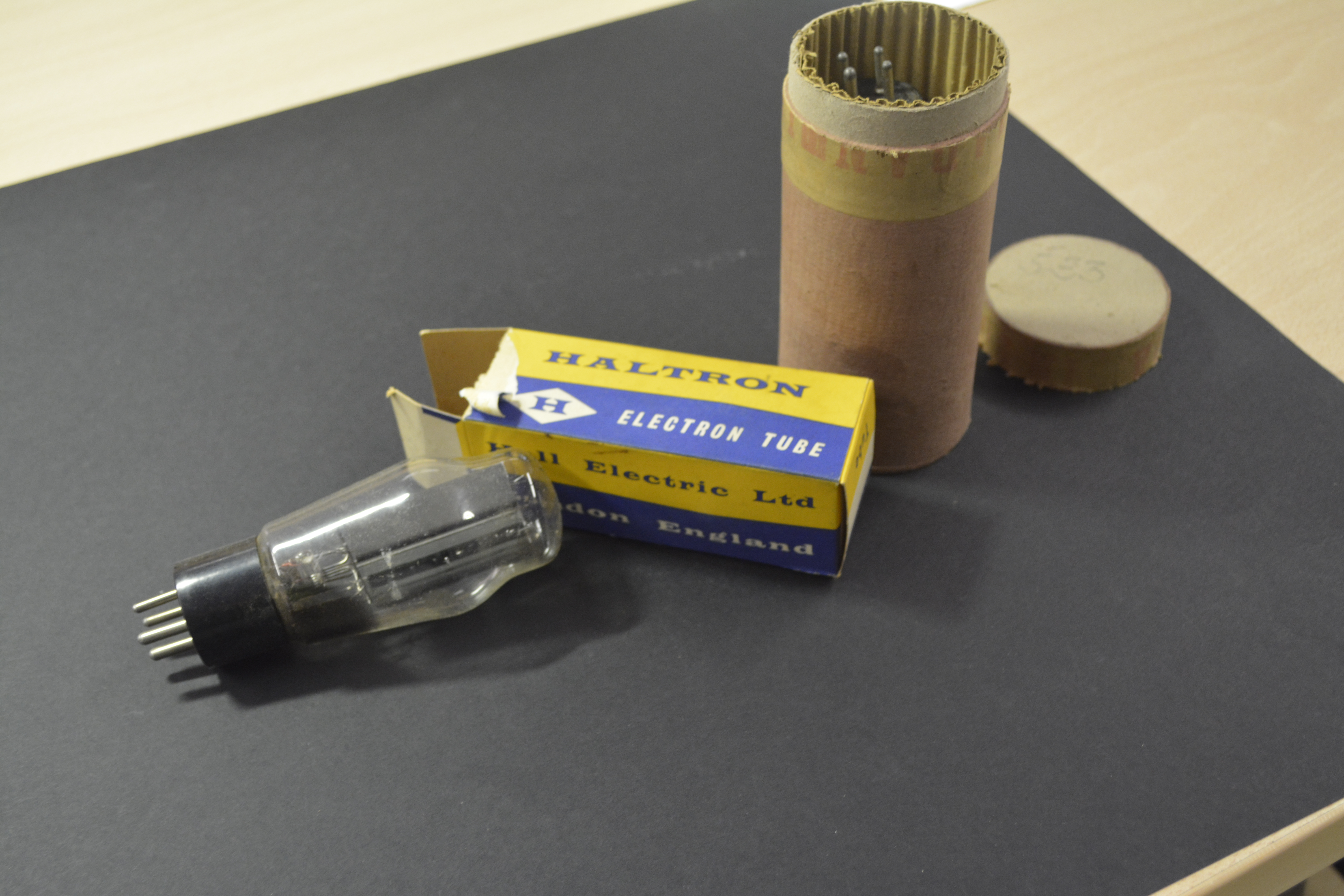
Bombeta d'un projector del cinema Victòria.

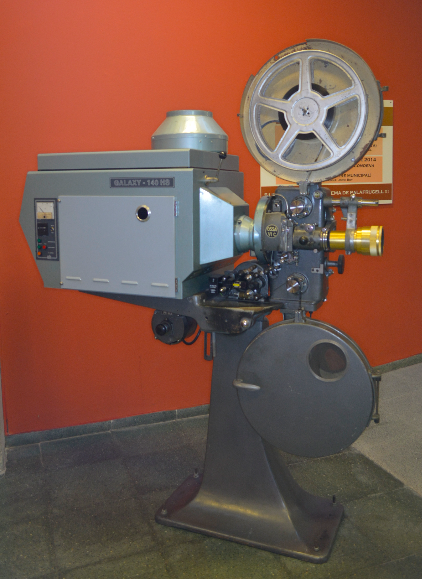
Projector del cinema Garbí.

## Programació
En general, les sales de la vila feien pel·lícules comercials per a tots els públics. Tot i això, hi havia excepcions: al Casal Popular destacaven les pel·lícules infantils, mentre que en els altres (Fraternal, Victòria i Garbí) la programació era més variada i per majors d'edat, tot i que alguna vegada fessin alguna per la mainada.

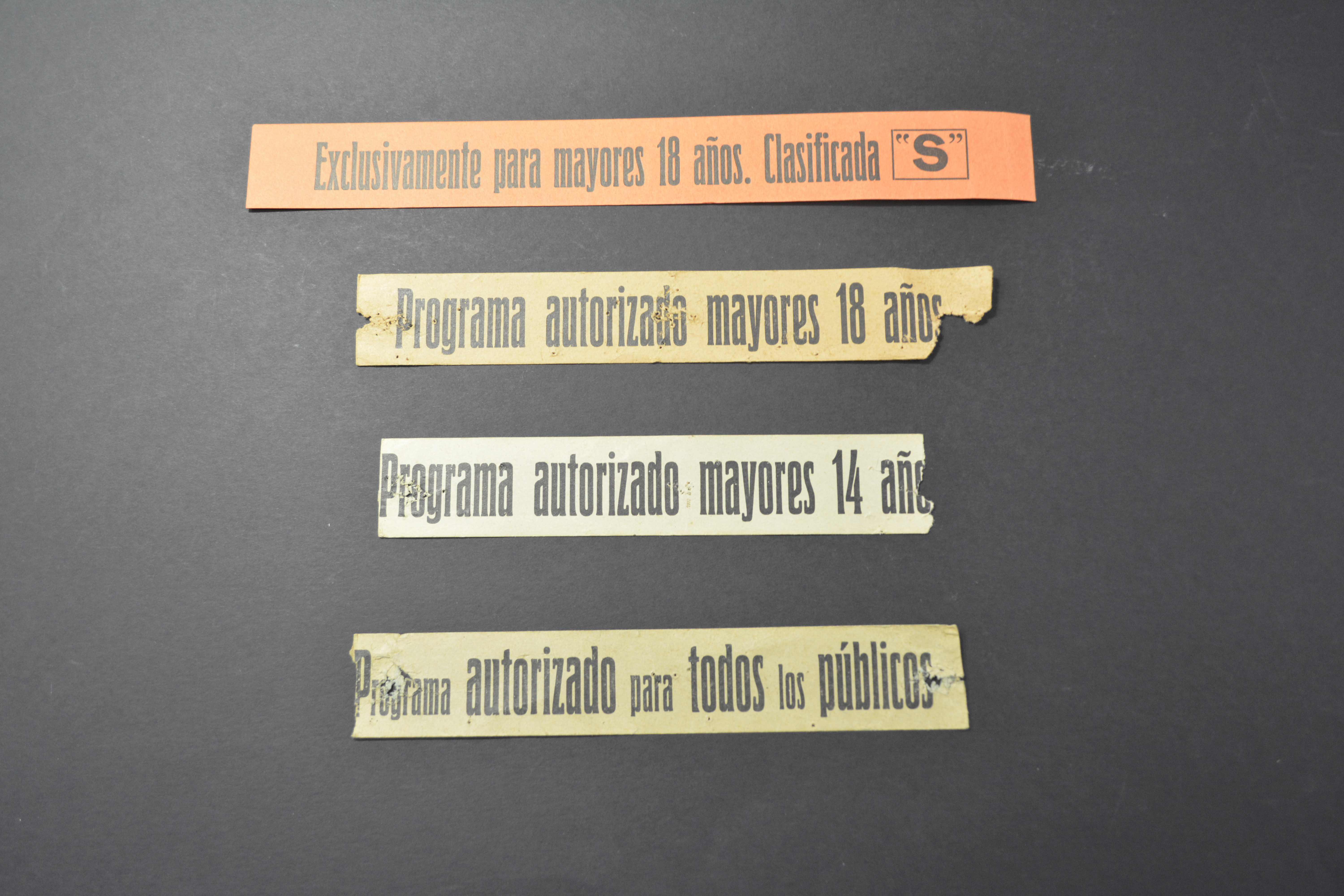
Cartells que indiquen l'edat del visionat de les pel·lícules.

Abans, per designar l'audiència que podia veure determinat film hi havia 4 categories:
| DESIGNACIÓ DE L'AUDIÈNCIA D'UN DETERMINAT FILM | DESIGNACIÓ DE L'AUDIÈNCIA D'UN DETERMINAT FILM                   |
| Categories                                     | Audiència                                                        |
| ---------------------------------------------- | ---------------------------------------------------------------- |
| 1                                              | Infantil                                                         |
| 2                                              | Fins a 16 o 18 anys                                              |
| 3 o “S”                                        | Majors de 18 anys                                                |
| 3r                                             | Majors de 18 anys amb “reparos”                                  |
| 4                                              | “Gravemente Peligrosa”, segons l'Església era considerada pecat. |

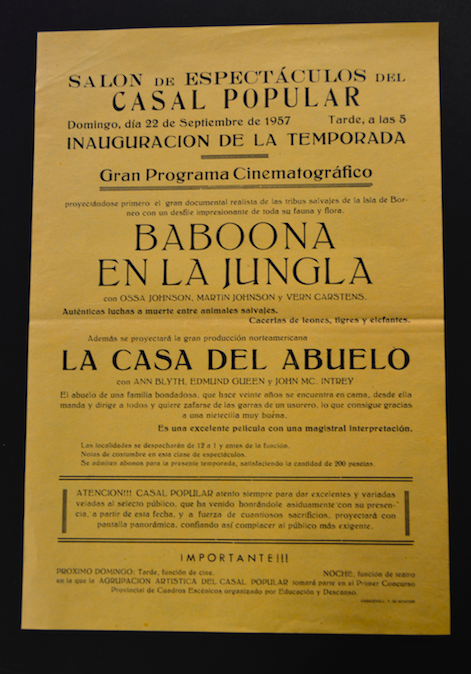
Cartell de cinema del Casal Popular.

El programa cinematogràfic, en general, era variat, entretingut i per a tots els públics.
Durant el període franquista es va instaurar la censura que es mirava tots els films importats a l'Estat Espanyol i, depèn de com eren, els acceptava la distribució amb certes restriccions o els l'anul·lava, com la pel·lícula “El Gran Dictador” de Charles Chaplin que es va realitzar l'any 1940 i va estar censurada 36 anys pel govern franquista (es va estrenar, a Espanya, el 22 de març del 1976). A més, la censura també era capaç de suprimir la distribució de tota una productora, com a Columbia Pictures que al censurar-li la pel·lícula “Y llegó el día de la venganza” d'en Fred Zinnemann per voler-la estrenar tan si com no, li va prohibir la distribució de tot el material que produís, per tant l'havien de distribuir altres distribuïdores (Suevia Films, Mundial Film i Filmayer).
Per tant, les sales de cinema durant aquest període no podien oferir certes pel·lícules que discrepessin el règim. És a dir, des de la dècada dels anys 40 fins a la mort del dictador, la programació era més rígida, no tan entretinguda, i probablement no per a tots el públics. Cal destacar la presència del noticiari de l'estat (No-Do), en els períodes de pausa entre dues sessions, el qual exaltava els valors patriòtics que el bàndol nacional volia preservar, així com la figura del cap d'estat com a heroi de la nació.
A partir de l'any 1975, quan mor Francisco Franco, la programació ja va poder tornar a ser variada i entretinguda com abans, però ara tenia el problema de la crisi dels anys 70: el continu increment de l'ús de la televisió en les llars familiars, la presència del vídeo domèstic i l'auge de les multisales. Això va comportar que, tot i que l'ambient era molt bo, per tant permetia oferir una bona programació a les sales, aquestes haguessin d'anar tancant per falta d'audiència.

## Beneficis i despeses

### Beneficis
Fins a principis dels anys 70, com hi havien molt pocs vehicles, la gent no marxava del poble i, com no hi havia cap entreteniment més que el cinema (el futbol dels dissabtes), la gent no tenia altre opció que anar-hi. Fins que va arribar el punt que molta gent hi anava per sistema, és a dir, sense tenir importància de quina pel·lícula anava a veure, hi anaven pel fet d'anar-hi i trobar- se amb coneguts, passar la tarda plegats, com si fos una festa. Aquest fet feia que els propietaris dels cinemes s'asseguressin la sala plena cada dia que obrissin, fent del cinema un negoci molt rendible.
Tot semblava anar bé fins que a la dècada dels 60, però sobretot en la dels 70, es posaren en marxa noves tecnologies com la televisió o les multisales. Aquest fet va comportar que s'iniciés una crisi constant d'audiència, sobretot entre la gent jove, a les sales degut a: com la gent tenia més vehicles, sortia del poble i marxava a Palamós o Platja D'Aro, on aprofitava per veure les pel·lícules d'estrena que encara no havien arribat a Palafrugell; o bé, al començar a haver-hi més televisions a les cases, molta gent podia veure les pel·lícules des del sofà, així s'estalviava de sortir per anar al cinema. Això va provocar una reducció molt notòria de l'audiència. Només hi anava gent gran que no constava de vehicles per desplaçar-se i, a falta de beneficis per mantenir el local, les sales de la vila van haver d'anar clausurant.

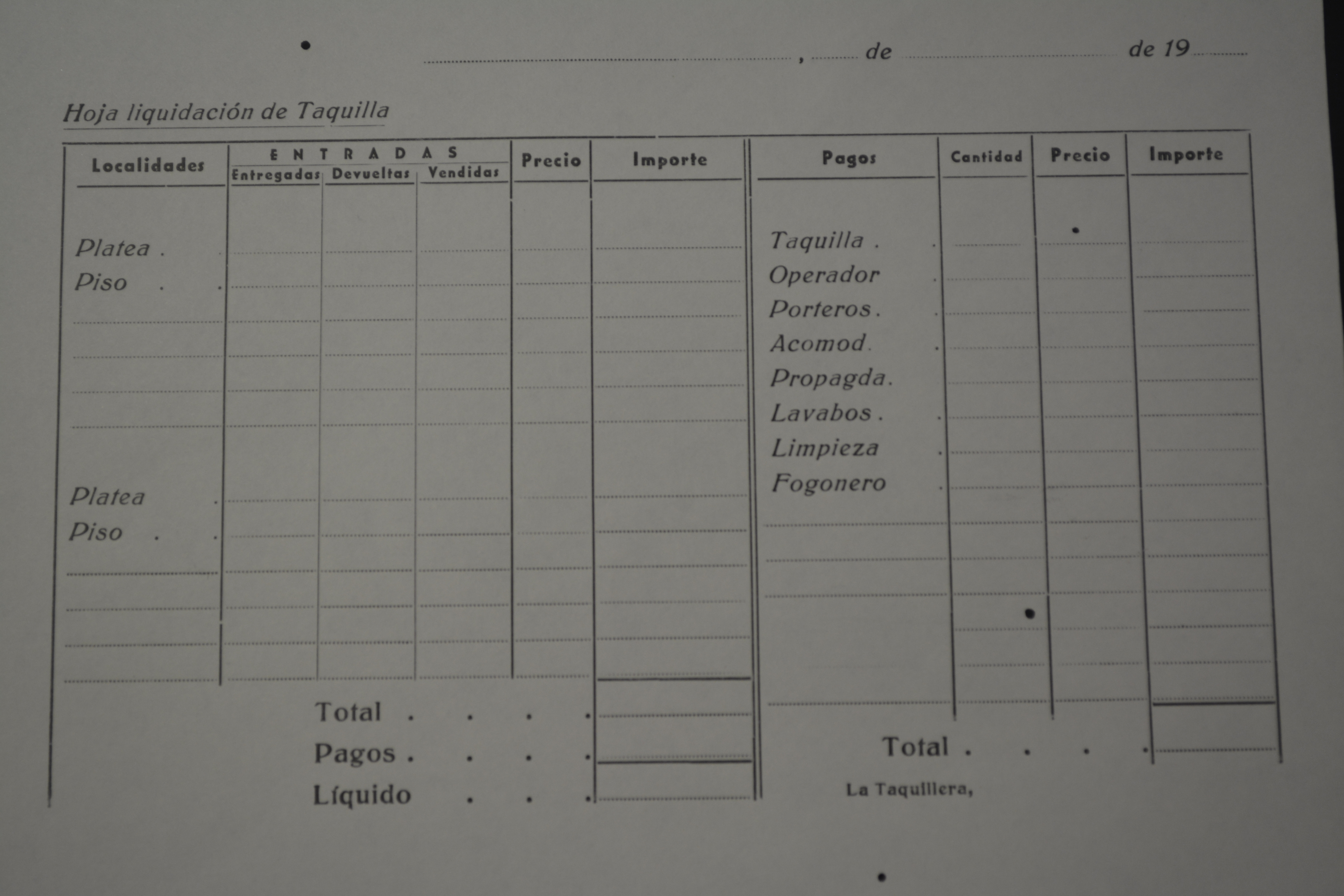
Fulla de liquidació del cinema Victòria.

Aquesta davallada d'audiència, que encara és present per altres motius, va fer que Palafrugell, en 19 anys, passés de sis sales estables a una, el cinema Garbí, que tampoc va resultar indemne i va acabar tancant el 31 de gener del 1994. Afortunadament, l'entitat del Cine Club Garbí, en veure que l'Ajuntament reobrí el Teatre Municipal, decidí reanimar l'activitat cinèfil al poble fent un estil de cinema que fes que el poble no el pogués veure a les grans sales de Platja D'Aro, Palamós o a casa seva.

### Despeses
Darrerament, els cinemes tenien menys despeses, ja que entre altres motius no venien crispetes o havien de mantenir els alts costos de les tecnologies actuals. Les despeses les quals pagaven eren: els salaris dels treballadors que, com treballaven vocacionalment no hi havia problemes si algun moment s'endarreria el pagament; el manteniment de la sala i de la maquinària; el lloguer de les pel·lícules a les grans distribuïdores de Barcelona (a partir del 1908); la publicitat; entre alguna més.
Els propietaris utilitzaven una fulla de liquidació per marcar aquestes despeses. El funcionament d'aquesta fulla de liquidació era el següent: a la banda esquerra, hi havia la zona on s'anotaven els preus i nombres de les entrades entregades, retornades i venudes a les diferents zones de la sala (platea, 1r pis o general), així controlaven els beneficis de cada sessió; i a la banda dreta, s'apuntaven els diferents salaris que s'havien de pagar als diferents treballadors que hi treballaven (venedors/-es d'entrades, operadors, acomodadors/-es). D'aquesta manera els empresaris sabien com organitzaven el seu capital invertit, per tal de no acabar en números vermells.

## Llista de referències
1. ↑  Romaguera, Joaquim. Silenci, Rodem!; Història del cinema a les comarques de Girona.  Demarcació de Girona: Col·legi de Periodistes de Girona, 2005, p. 709. ISBN 84-933434-3-9.
2. ↑  Evans i Carrier, Christine i Michael. Spotlight on Cinema (en anglès).  Regne Unit: Cassell LTD, 1984, p. 90. ISBN 0-304-30823-4.